# 弗农和艾琳·卡斯尔

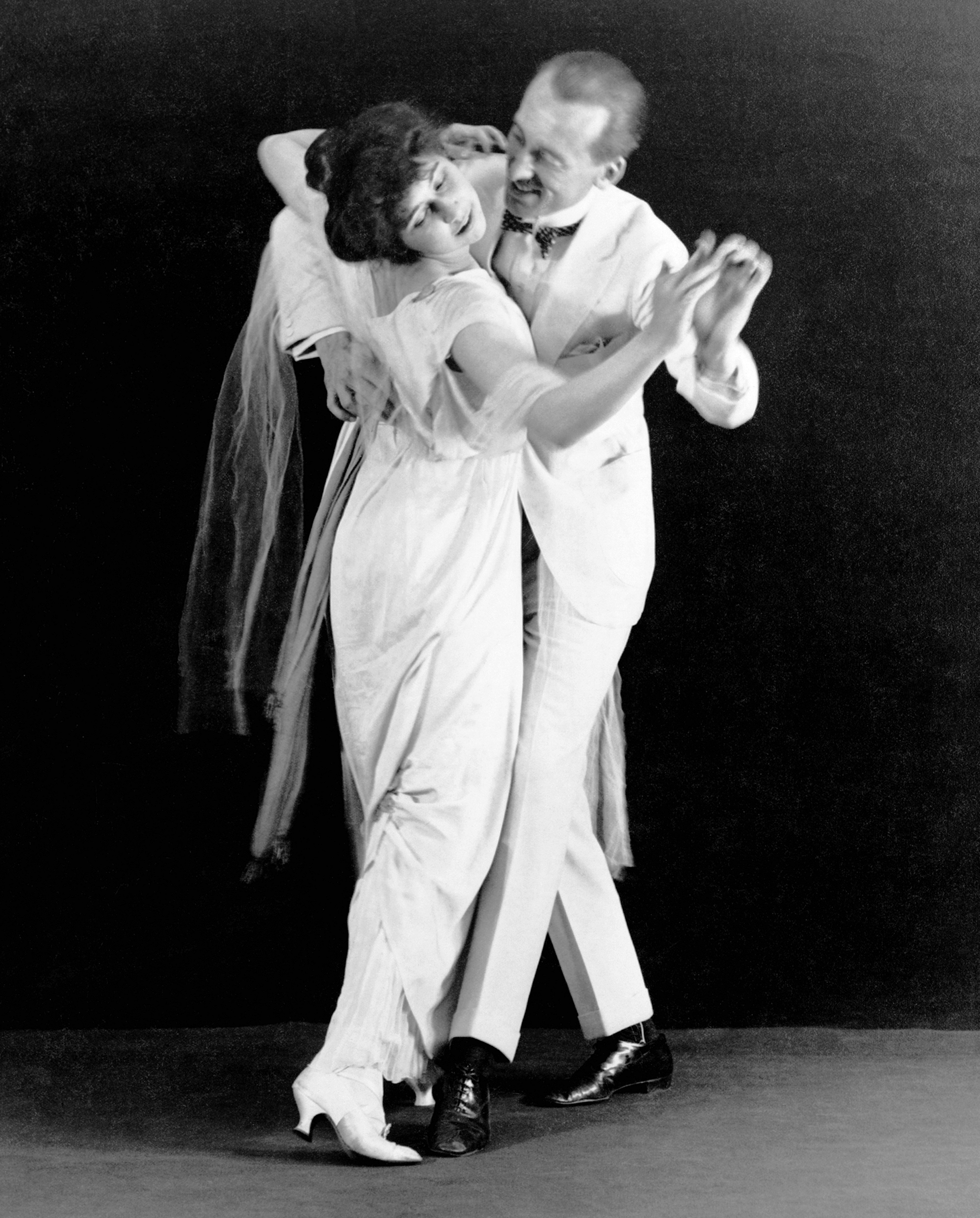
弗农和艾琳·卡斯尔

弗农和艾琳·卡斯尔是一对夫妻，他们既是社交舞舞者，也是舞蹈老师，20世纪初，他们曾出现在百老匯劇院和无声电影中。这对夫妇改进并推广了狐步。弗农（1887年5月2日-1918年2月15日）生于英国，艾琳（1893年4月7日-1969年1月25日）生于美国。
第一次世界大战期间，弗农加入英國皇家飛行隊。 1918年，弗农在德克萨斯州沃斯堡附近因飞机失事身亡 。